# 959 (szám)
A 959 (római számmal: CMLIX) egy természetes szám, félprím, a 7 és a 137 szorzata.

## A szám a matematikában
A tízes számrendszerbeli 959-es a kettes számrendszerben 1110111111, a nyolcas számrendszerben 1677, a tizenhatos számrendszerben 3BF alakban írható fel.
A 959 páratlan szám, összetett szám, azon belül félprím, kanonikus alakban a 71 · 1371 szorzattal, normálalakban a 9,59 · 102 szorzattal írható fel. Négy osztója van a természetes számok halmazán, ezek növekvő sorrendben: 1, 7, 137 és 959.
Carol-szám.
A 959 négyzete 919 681, köbe 881 974 079, négyzetgyöke 30,96773, köbgyöke 9,86142, reciproka 0,0010428. A 959 egység sugarú kör kerülete 6025,57471 egység, területe 2 889 263,073 területegység; a 959 egység sugarú gömb térfogata 3 694 404 383,0 térfogategység.